# Hầu tước xứ Linlithgow
Hầu tước xứ Linlithgow (tiếng Anh: Marquess of Linlithgow) là tước hiệu quý tộc thuộc Đẳng cấp quý tộc Vương quốc Liên hiệp Anh. Tước vị này được tạo ra vào ngày 23/10/1902, đặt theo Hạt Linlithgow hoặc Tây Lothian, nó được trao cho John Hope, Bá tước thứ 7 xứ Hopetoun. Người đang giữ tước hiệu hiện tại là Adrian Hope, Hầu tước đời thứ 4.
Nhánh giữ tước vị Hầu tước xứ Linlithgow của Gia tộc Hope là hậu duệ của Bá tước Charles Hope, cháu trai của James Hope, con trai thứ sáu của Thomas Hope, Nam tước thứ nhất xứ Craighall (xem Nam tước xứ Hope). Năm 1703, ông được trao tước Lãnh chúa xứ Hope, Tử tước xứ Aithrie và Bá tước xứ Hopetoun thuộc Đẳng cấp quý tộc Scotland, phần còn lại dành cho những người thừa kế nam và nữ. Sau đó, ông giữ chức vụ Lord Lieutenant xứ Linlithgowshire và là Thống đốc Ngân hàng Scotland. Lãnh chúa Hopetoun kết hôn với Lady Henrietta, con gái duy nhất còn sống của William Johnstone, Hầu tước thứ nhất xứ Annandale (mất năm 1721). Ông được kế vị bởi con trai cả của mình, Bá tước thứ hai. Năm 1763, ông kế vị người bà con của mình với tư cách là Nam tước thứ tư xứ Kirkliston. 
Con trai của ông từ cuộc hôn nhân đầu tiên, Bá tước thứ ba, giữ chức vụ Lord Lieutenant xứ Linlithgowshire từ năm 1794 đến năm 1816 và sở hữu một ghế trong Viện Quý tộc Anh với tư cách là Đại diện ngang hàng của Scotland từ năm 1784 đến năm 1794. Năm 1792, Lãnh chúa Hopetoun kế vị người chú cố của mình làm Bá tước xứ Annandale và Hartfell, mặc dù ông chưa bao giờ tuyên bố thành công danh hiệu này. Năm 1809, ông được trao Nam tước xứ Hopetoun, của Hopetoun ở Hạt Linlithgow, trong Đẳng cấp quý tộc Vương quốc Liên hiệp Anh, phần còn lại dành cho những người thừa kế nam của cha ông. Ông qua đời mà không để lại người thừa kế nam và quyền Bá tước được truyền cho con gái ông là Quý bà Anne (xem bên dưới và Bá tước Annandale và Hartfell để biết lịch sử sau này của nhánh gia đình này). Lãnh chúa Hopetoun đã được kế vị bởi người anh cùng cha khác mẹ của ông, Bá tước thứ tư. Ông là một vị tướng trong quân đội, từng là Thành viên Quốc hội của Linlithgow và từng là Lord Lieutenant xứ Linlithgowshire. Năm 1814, hai năm trước khi thừ kế tước vị Bá tước, ông được nâng lên hàng Đẳng cấp quý tộc Vương quốc Liên hiệp Anh với tư cách là Nam tước xứ Niddry, của Lâu đài Niddry ở Hạt Linlithgow.
Ông được kế vị bởi con trai mình, Bá tước thứ năm. Ông ấy là Lord Lieutenant xứ Linlithgowshire. Con trai của ông, Bá tước thứ sáu, cũng từng là Lord Lieutenant xứ Linlithgowshire. Ông được kế vị bởi con trai mình, Bá tước thứ bảy. Ông là một nhà quản lý thuộc địa nổi tiếng và chính trị gia Bảo thủ và từng là Thống đốc Victoria, là Toàn quyền đầu tiên của Úc và là Ngoại trưởng của Scotland. Năm 1902, ông được phong làm Hầu tước xứ Linlithgow, ở Hạt Linlithgow hoặc Tây Lothian. Con trai của ông, Hầu tước thứ 2, cũng là một chính trị gia và từng là Phó vương Ấn Độ từ năm 1936 đến năm 1943. Người con trai cả song sinh của ông, Hầu tước thứ ba, kế vị ông. Ông là Lord Lieutenant xứ Tây Lothian từ năm 1964 đến năm 1985. Kể từ năm 2013, tước hiệu này được nắm giữ bởi con trai duy nhất của ông, Hầu tước thứ tư, người đã kế vị vào năm 1985.
Trụ sở của gia đình là Hopetoun House, gần Nam Queensferry, Tây Lothian.